# طلي بالنحاس

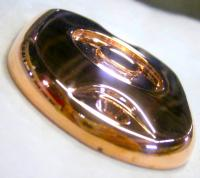
طلي بالنحاس على الألومنيوم

الطلي بالنحاس هي عملية من عمليات الطلي الكهربائي التي تتضمن تغطية بطبقة رقيقة من النحاس على سطح فلز آخر. يمكن أن يستخدم النحاس للوحده في غمليات التغطية، بالإضافة إلى إمكانية استخدامه هلى هيئة ركازة من أجل أن تطلى عليه فلزات أخرى.
يمكن أن تضاف طبقة النحاس لأغراض تزيينية أو من أجل الحماية والوقاية من التآكل، أو للزيادة الموصلية الكهربائية والحرارية، أو لتحسين التصاق رسوبيات أخرى إضافية على سطح الركازة.